# Estadio Real Santa Cruz
El Estadio Real Santa Cruz, es un recinto deportivo propiedad del Club Real Santa Cruz, ubicado en la ciudad de Santa Cruz de la Sierra, Bolivia. Se inauguró en 1997.

## Construcción del estadio
El financiamiento para la construcción de este estadio fue con un préstamo hipotecario de la Financiera FINDESA por un monto de US$300 000 (equivalente a $582 813 en 2023), además de un aporte a fondo perdido de US$200 000 (equivalente a $388 542 en 2023) de la Prefectura, además de aportes del Servicio Departamental de Caminos y pagos de membresías de socios
Fue inaugurado el año 1997 como un campo alternativo al Estadio Ramón Aguilera Costas con motivo de la realización de la Copa América llevada a cabo en Bolivia aquel mismo año. Cuenta con capacidad para 14 000 espectadores y acoge los encuentros que disputa como local el Club Real Santa Cruz, uno de los clubes fundadores de la Liga Profesional del Fútbol Boliviano.
La actual dirigencia tiene planeado colocar butacas en las tribunas de general y preferencia, lo que disminuiría la capacidad a 11 000 espectadores.

## Cambio de nombre
Sin embargo, en 2018, tras una deuda que contrajo el club y tras una serie de disputas por el terreno del estadio, el señor Durán, quien era el presidente del club terminaría renunciando al cargo, aceptando la transición del mismo con el fin de resolver las deudas contraidas en el terreno de juego.
Finalmente, en enero de 2019, tras una asamblea ordinaria de los socios del club, y con la bendición del mismo señor Juan Carlos Durán, se aceptó el cambio de nombre al estadio, llamándosele Estadio Real Santa Cruz.